# Sarcoglyphis masiusii
Sarcoglyphis masiusii là một loài thực vật có hoa trong họ Lan. Loài này được Miadin, A.L.Lamb & Emoi mô tả khoa học đầu tiên năm 2008.